# ودا ان برگ
وِدا ان بُرگ (انگلیسی: Veda Ann Borg) خواننده و بازیگر اهل ایالات متحده آمریکا بود. وی مابین سال‌های ۱۹۳۶ تا ۱۹۶۳ میلادی فعالیت داشت.
از فیلم‌های او می‌توان به مردها و عروسک‌ها، کارهای ناشایست جولیا و میلدرد پیرس اشاره کرد.